# Pietriș, Mureș
Pietriș este un sat în comuna Deda din județul Mureș, Transilvania, România.

## Personalități
Eugen Nicoară (1893-1985), medic chirurg eminent, președinte al Despărțământului "Astrei"-Reghin. Doctorul Eugen Nicoară a sponsorizat construirea "Palatului cultural" din Reghin (1936-1939), a dăruit un spital Episcopiei române ortodoxe din Cluj, urmând ca din fondurile acestuia să fie oferite 25 de burse unor tineri de pe valea Mureșului și a clădit o casă parohială model pentru protopopul ortodox.

## Vezi și:

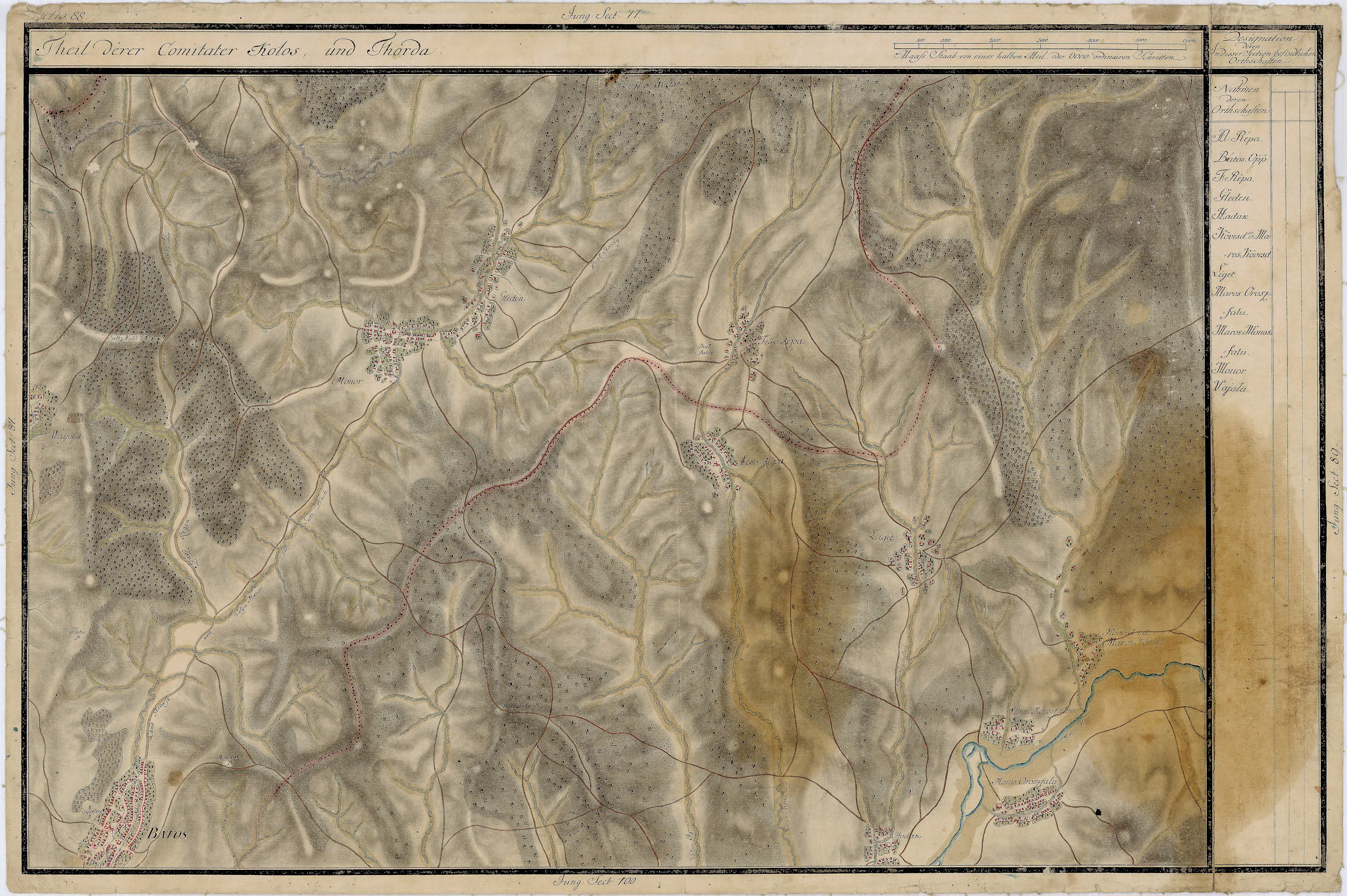
Pietriș în Harta Iosefină a Transilvaniei, 1769-73